# 키리 테 카나와
키리 테 카나와 여사(Dame Kiri Te Kanawa, ONZ, CH, DBE, AC, 1944년 3월 6일~)는 뉴질랜드의 성악가이다. 마오리족과 유럽인의 후손이다.
1968년부터 오페라 가수로 활동하여 영국, 미국 등에서 큰 사랑을 받았다. 활동 초기에는 메조소프라노 음역이었으나 후에 소프라노로 자리잡았으며, 푸치니, 모차르트, 리하르트 슈트라우스, 베르디, 헨델의 작품을 주로 불렀다.
2010년 브릿 어워드 평생공로상(영어: Classical BRIT Awards Lifetime Achievement Award)을 받았다.

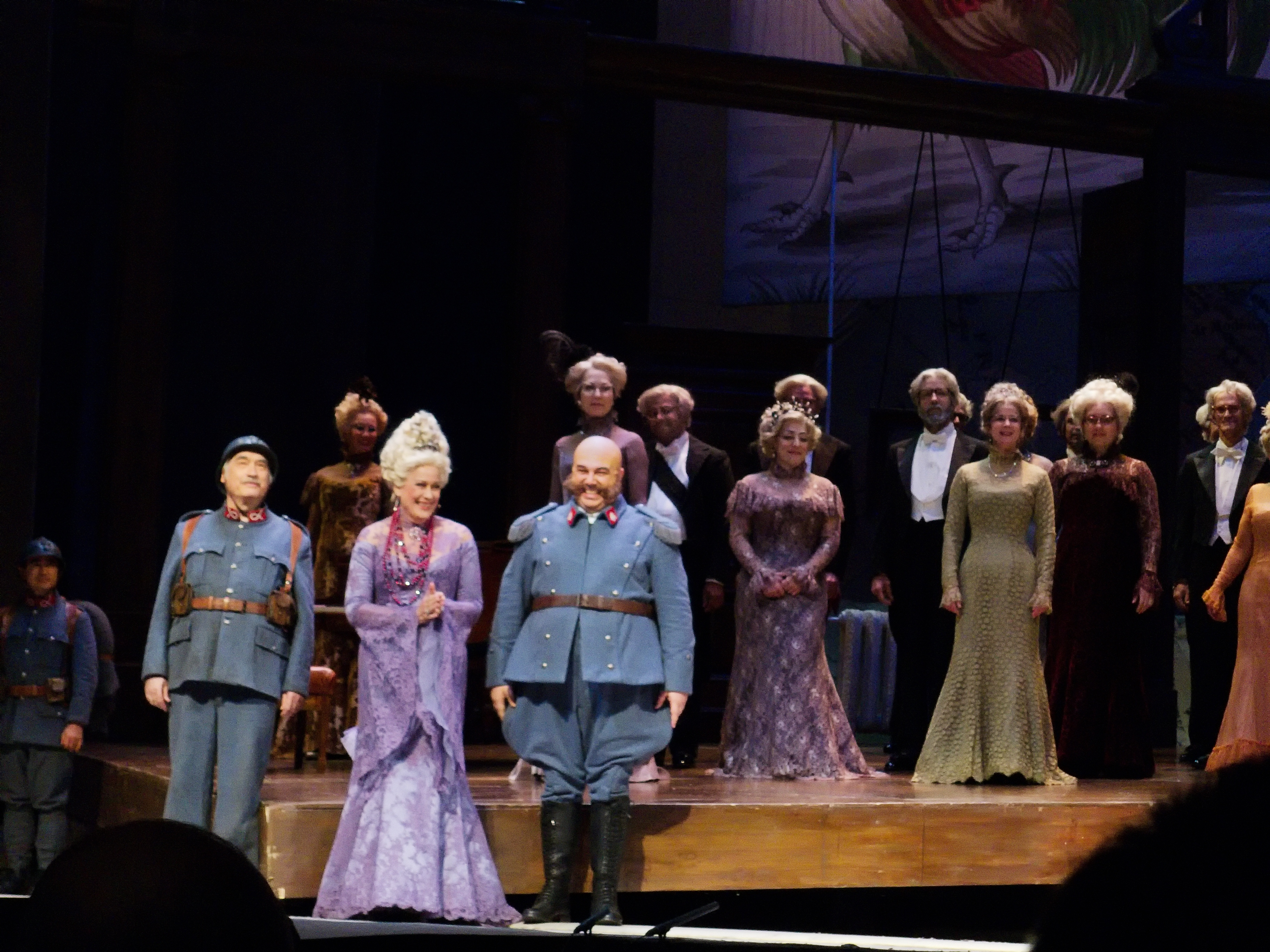
《연대의 딸》 무대에서의 모습 (2011년)

## 서훈
- 1973년 대영 제국 훈장 4등급(OBE) 수훈[2]
- 1982년 대영 제국 훈장 2등급(DBE, 작위급 훈장) 승급[3]
- 1990년 오스트레일리아 훈장 명예 컴패니언(honorary AC)
- 1995년 뉴질랜드 훈장(ONZ)[4]
- 2018년 컴패니언 오브 아너(CH; Order of the Companions of Honour)[5]